# Gustav Peichl

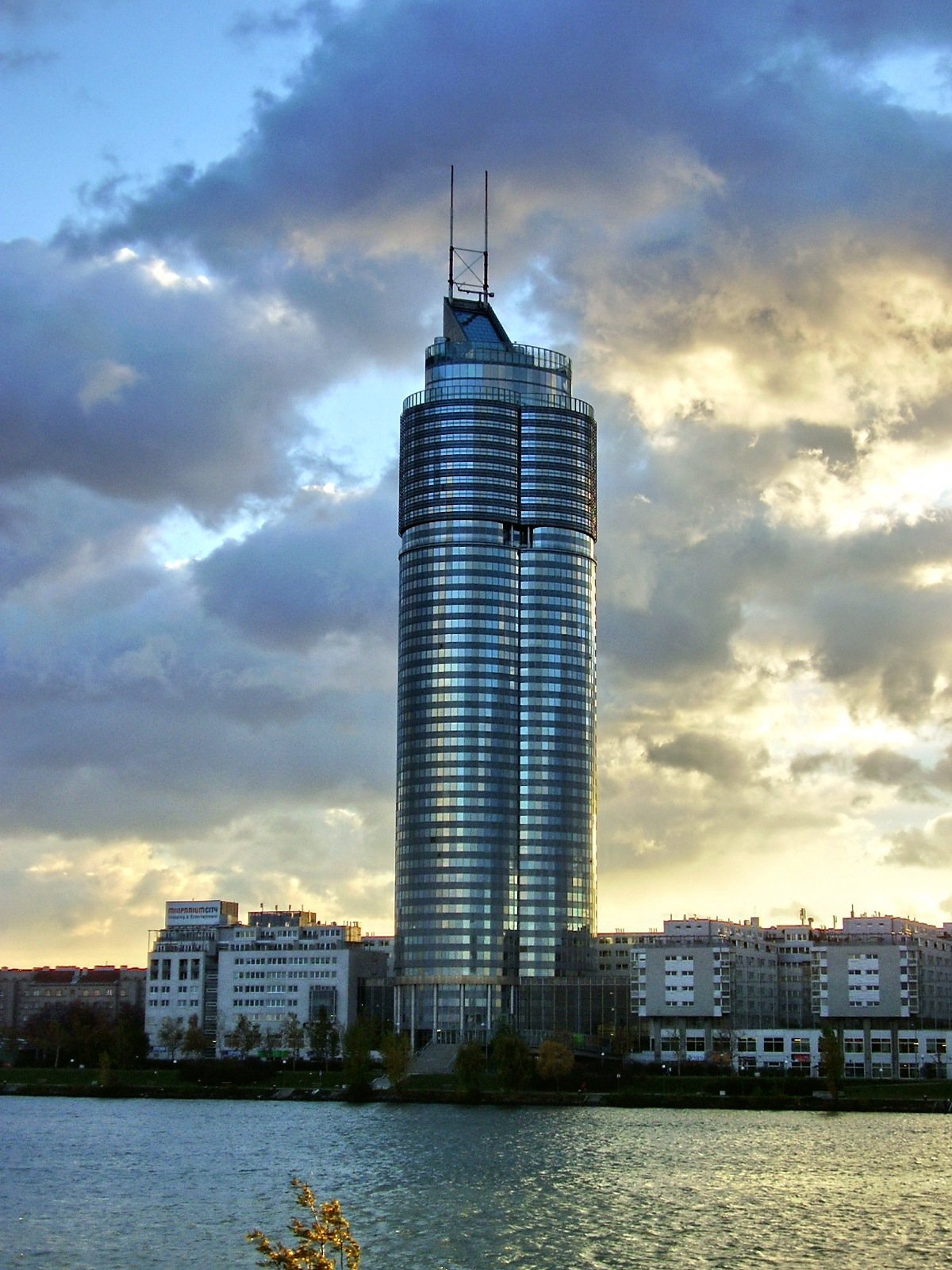
Millenium Tower (Wiedeń)

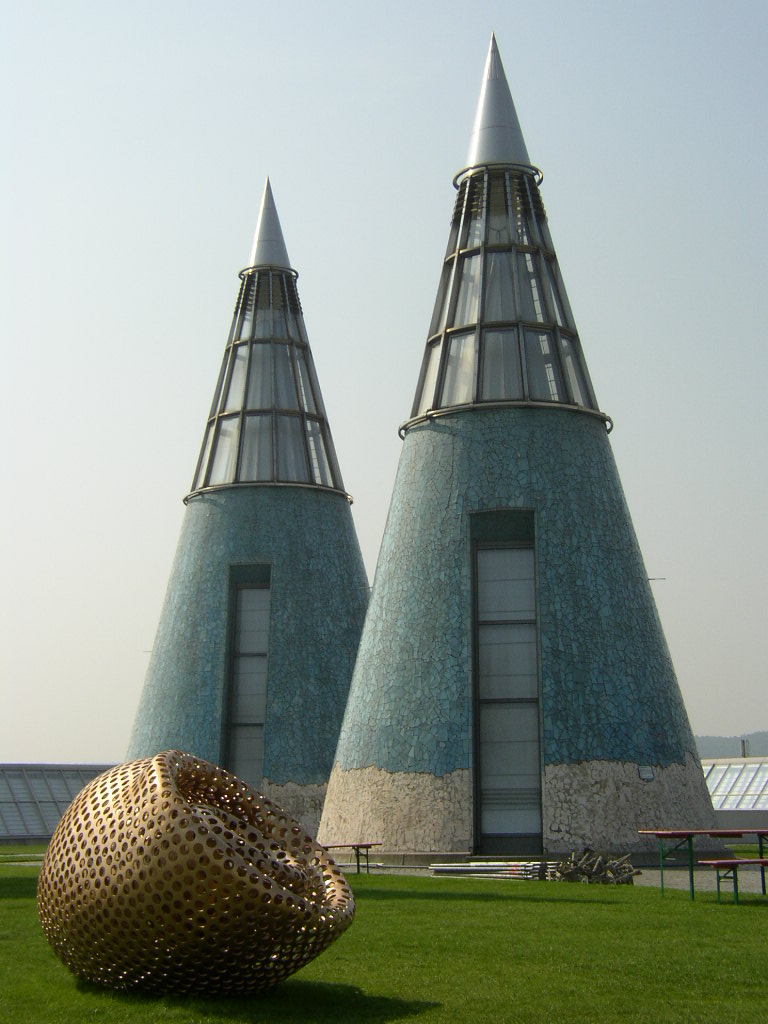
Dom Sztuki w Bonn – fragment

Gustav Peichl (ur. 18 marca 1928 w Wiedniu, zm. 17 listopada 2019 tamże) – austriacki architekt i karykaturzysta.
Maturę zdał w 1949. Studiował na Akademii Sztuk Pięknych w Wiedniu. Pracował w studiu prof. Rolanda Rainera w Wiedniu. Jako architekt stał się znany dzięki budowie studiów ORF. W Niemczech znany jest jego Dom Sztuki w Bonn. Ważną próbką jego umiejętności jest też centrum Palazzo Tergesteo w Trieście. Stworzył także najwyższy budynek w Austrii – Millenium Tower w Wiedniu (wysokość – 202 metry). Posiada własne studio architektoniczne Peichl & Partner ZT.
Jako karykaturzysta polityczny pracował pod pseudonimem Ironimus – pierwszy raz w 1954, w tygodniku Die Presse. Rysował także dla Süddeutsche Zeitung i ORF. Wystawiał prace w Muzeum Karykatur w Krems an der Donau.
Posiada małżonkę oraz trójkę dzieci: Marka (redaktora i dziennikarza), Sebastiana i Inę (scenografkę i dizajnerkę).

## Charakterystyka twórczości
Twórczość Gustawa Peichla oscyluje między tradycją a awangardą. Łączy tradycje klasycznego modernizmu z możliwościami high-tech. Piechl nigdy nie zaufał trendom postmodernistycznym, czy dekonstruktywizmowi. Nie oznacza to, że drobne nawiązania do tych trendów nie pojawiły się w jego architekturze. Kierował się zawsze własnym wyczuciem estetycznym. Charakterystyczną cechą realizacji jest wnoszony z obszaru karykatury swoisty humor architektoniczny. Fasady są czyste, najczęściej tworzone z jednorodnego materiału.

## Wybrane dzieła i daty
- 1954 – pierwsze prace karykaturalne pod pseudonimem Ironimus
- 1955 – otwarcie studia architektonicznego w Wiedniu
- 1960 – dom na Himmelstrasse w Wiedniu
- 1961–1964 – szkoła atrialna Krim, Wiedeń
- 1965–1967 – centrum rehabilitacyjne, Meidling
- 1969–1982 – studia regionalne ORF (Dornbirn, Eisenstadt, Graz, Innsbruck, Linz, Salzburg)
- 1975 – nagroda Reynolds Memorial Award
- 1975 – udział w Biennale w Wenecji z projektem Molino Stucky
- 1980–1985 – Phosphateliminierungsanlage, Berlin
- 1983 – miejsce odwiedzin papieża na Heldenplatz w Wiedniu
- 1985–1992 – Dom Sztuki (Kunst- und Ausstellungshalle der Bundesrepublik Deutschland), Bonn
- 1987–1991 – rozbudowa muzeum – Frankfurt nad Menem
- 1990 – Teatr (Werkraumtheater), Monachium
- 1991 – 1993 – EVN Forum, Maria Enzersdorf, Dolna Austria
- 1993 – Teatr Miejski, Gütersloh, Niemcy
- 1994 – Muzeum Wilhelma Buscha, Hanower
- 1994 – pawilon austriacki na EXPO ’96, Budapeszt
- 1994 – 1996 – szkoła podstawowa na Ocwirkgasse w Wiedniu
- 1995 – Palazzo Tergesteo, Triest, Włochy
- 1995 – Europejskie Centrum Filmowe w Berlinie
- 1996 – biblioteka, Dortmund
- 1997 – studio regionalne ORF, St. Pölten, Dolna Austria
- 1997 – 1999 – wieżowiec Millenium Tower, Wiedeń
- 1998 – 1999 – Przedszkole Bundestagu, Berlin
- 2002 – 2003 – Targi Wiedeńskie (nowe).